# Mahmut Ustaosmanoğlu
Mahmut Ustaosmanoğlu, más néven Mahmut Efendi (Tavşanlı, 1929 – Isztambul, 2022. június 23.) török muszlim vallási vezető és misztikus. Egy naksibendi szúfi rend harminchatodik mestere.

## Élete
Mahmut Ustaosmanoğlu a Fekete-tenger partján fekvő Trabzon tartomány Tavşanlı nevű községében született 1929-ben. Apja, Ali Efendi volt a falu imámja. A kis Mahmut tízévesen már kívülről tudta a Koránt. Fiatalon nősült, három gyermeke született. 1952-ben mikor épp sorkatonai szolgálatát töltötte jött érte egy követ, hogy Isztambulba vigye egy általa még nem ismeretlen spirituális mesterhez, Ali Hayderhez, aki Mahmut Ustaosmanoğlut álmában látta meg. 1954-ben, mestere halálával átveszi a rend központját képező, Isztambul Fatih nevű kerületében található Iszmail Aga mecset vezetését. A rend tagjai úgy tartják, hogy Ali Hayder nem tudta Ustaosmanoğlu spirituális beavatását befejezni, az a mester halála után, annak sírjánál fejeződött be. 1996-ban nyugdíjba vonult, egészsége megromlott, de 2008 januárjában újra hívei elé állt.
Követőit könnyű felismerni a török utcákon, mert hosszú ruhát (dzsubbe), turbánt vagy imasapkát hordanak és szakállt viselnek. Legtöbben Fatih kerület Çarşamba negyedében élnek.

## Külső hivatkozások
- Az Iszmail Aga Dzsámi honlapja:  (török nyelven)
- Az Iszmail Aga Közösség a török wikipédián: